# Estret de La Pérouse

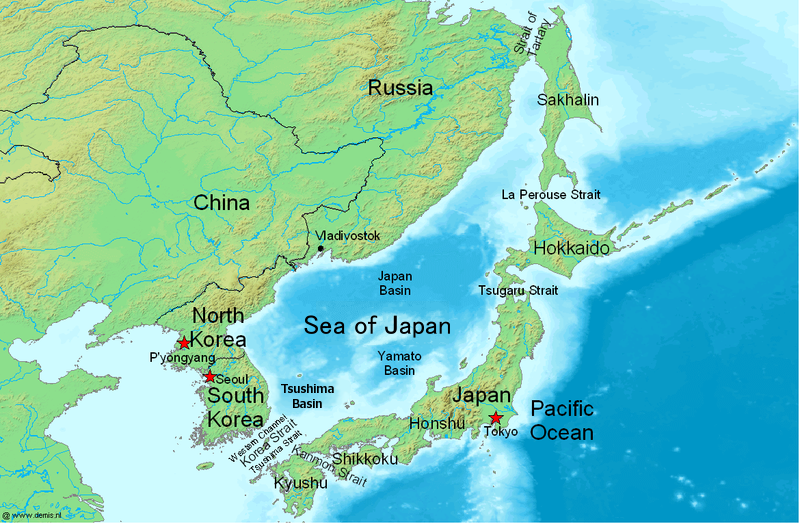
Situació de l'estret de La Pérouse, entre Sakhalín i Hokkaido

L'estret de La Pérouse (japonès: 宗谷海峡, Sōya Kaikyō; rus: Проли́в Лаперу́за, Proliv Laperuza) divideix la part meridional de l'illa russa de Sakhalín (en japonès Karafuto) de la part septentrional de l'illa japonesa de Hokkaido, i connecta el mar del Japó, a l'oest, amb el mar d'Okhotsk, a l'est. Té 46 km d'amplada i 94 km de llargada. És una via marítima poc profunda, la profunditat varia entre 20 i 40 m, amb un màxim de 118 m.
L'estret porta el nom de Jean-François de Galaup, comte de La Pérouse, que va explorar el canal el 1787.
S'ha proposat un túnel i un pont que el travessaria per connectar el Japó i Rússia.